# Ехінг (Ландсгут)
Ехінг (нім. Eching) — громада в Німеччині, знаходиться в землі Баварія. Підпорядковується адміністративному округу Нижня Баварія. Входить до складу району Ландсгут.
Площа — 30,10 км2. Населення становить 4142 ос. (станом на 31 грудня 2020).